# Леся Квартиринка
«Леся Квартиринка» — український незалежний мистецько-музичний фестиваль, що проводиться у Києві з 2021 року. Бере свої початки в подільських нетрях, з часом перетворився на локальний фестиваль.

## Історія
Фестиваль започаткувала у 2021 році Іванка Ліщук разом із друзями-однодумцями, серед яких важливу роль відіграла Ірина Панчук (учасниця гурту Renie Cares).
Перші події проходили у Майстерні Космосу (спільнота Космос Табір стала одним із опорних партнерів), згодом — у клубі Mezzanine на Подолі.
Назва «Леся Квартиринка» є грою слів: Леся Українка → Леся Квартиринка.
З початком повномасштабної війни діяльність було призупинено, однак у вересні 2022 року фестиваль відновився, перенісшись на Національну кіностудію імені Олександра Довженка.

## Формат та діяльність
Фестиваль поєднує формат музичного фестивалю, мистецької спільноти та платформи для нових ідей. Події фестивалю вирізняються атмосферою спільнотворення, відкритості та залучення нових учасників.

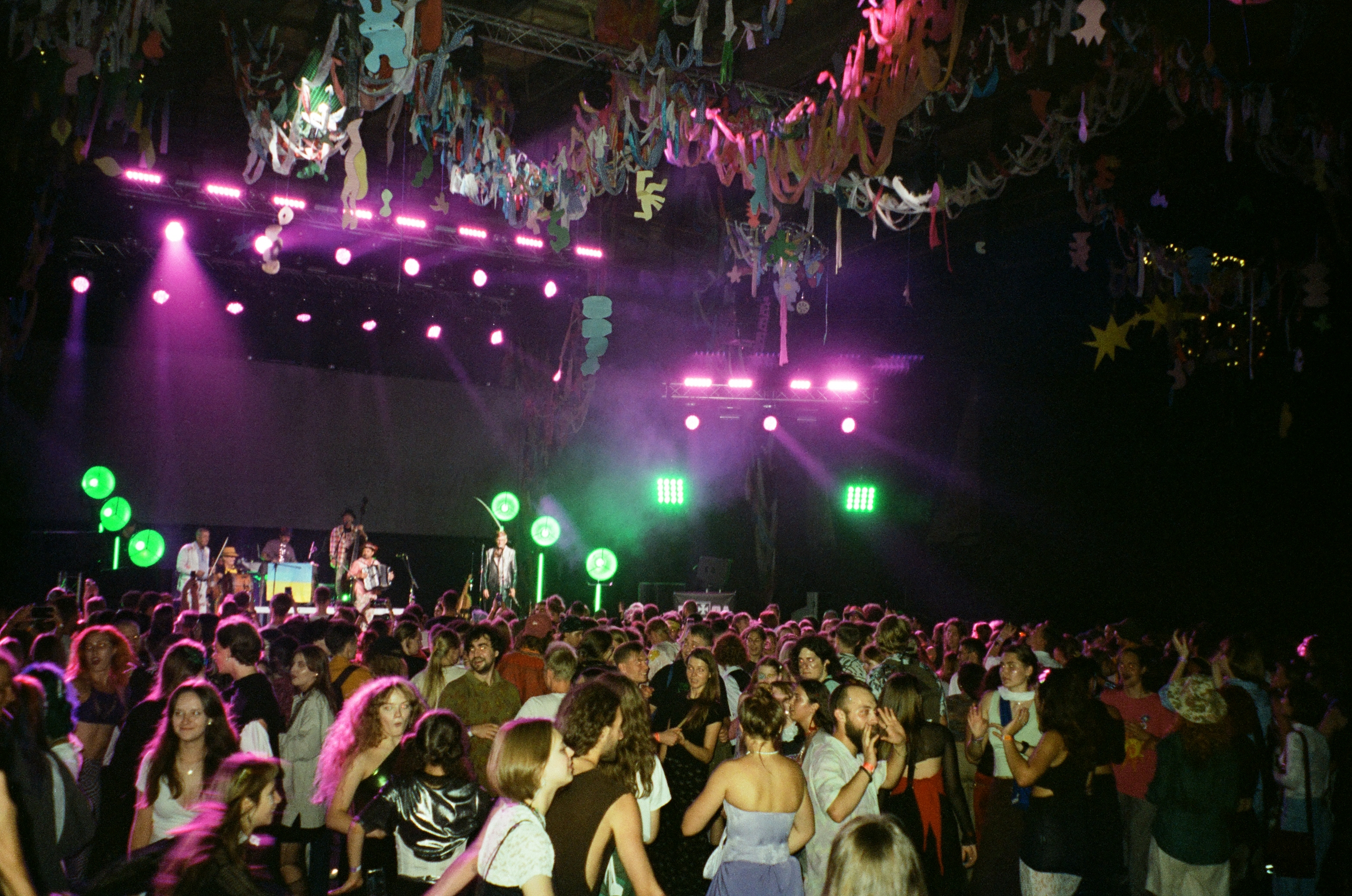
Виступ гурту Гудаки на Чотирнадцятій «Лесі Квартиринці». Кіностудія ім. О. Довженка, 17 вересня 2024 року

Система організації передбачає роботу департаментів:
- департамент декору,
- департамент фотографів,
- департамент відео та аудіо,
- департамент комунікацій,
- інші функціональні підрозділи.[1]

У лайнапі фестивалю — фокус на цікавих, інноваційних виконавцях. Підбір гуртів здійснюється вручну, часто через прямий пошук у соцмережах або під час відвідування інших фестивалів.
Фестиваль відомий своїми неформальними традиціями, зокрема врученням лимонів учасникам виступів.

## Артисти
Серед учасників фестивалю у різні роки були:
Schmalgauzen, Renie Cares, Tember Blanche, Циферблат, The ВЙО, Ragapop, Blooms Corda, Стас Корольов, NAZVA, The Unsleeping, Воплі Відоплясова, Танок на майдані Конґо та інші.

## Соціальна роль
Фестиваль адаптував свої формати до умов воєнного часу (зокрема, початок подій раніше через комендантську годину) та збирає кошти для допомоги ЗСУ і пов'язаних ініціатив.
У травні 2025 року під час фестивалю «Леся Квартиринка» було зібрано понад 1 мільйон гривень на потреби медичної служби полку «Азов».

## Структура та команда
Організацією фестивалю займається ядро з 13 голів «Квартиринки», до команди залучено понад 150 волонтерів, митців, технічних фахівців та організаторів.